# Antoine Jean Baumgartner
Antoine Jean Baumgartner (* 9. März 1859 in Genf; † 10. Mai 1938 ebenda) war ein Schweizer evangelischer Theologe und Hochschullehrer.

## Leben

### Familie
Antoine Jean Baumgartner war der Sohn des Politikers Antoine Baumgartner (* 1808 in Birmingham; † 1895 in Petit-Saconnex) und dessen Ehefrau Suzanne Françoise (1830–1893), Tochter von Jean Albert Delisle.
Seit dem 21. September 1887 war er mit Jeanne geb. Lenoir (* 29. Oktober 1862; † 2. Dezember 1920) verheiratet, Tochter des Genfer Bankiers Jean David Lenoir (1819‒1905) und seiner Ehefrau Clarice Françoise geb. Poulin (1821‒1885); gemeinsam hatten sie zwei Kinder:
- Anne Baumgartner (* 1888; † 24. Januar 1981 in Genf), verheiratet mit dem Advokaten und Politiker Frédéric Eccard (1867–1952);
- Florence Baumgartner (* 1900; † 1997).

### Ausbildung
Antoine Jean Baumgartner immatrikulierte sich an der Freien Theologischen Schule der Evangelischen Gesellschaft in Genf und erhielt 1884 sein Diplom. Seine Studien setzte er an der Universität Leipzig, dort promovierte er 1890 in Philosophie, sowie an der Universität Berlin und der Universität Montauban fort. 1892 wurde er Lizentiat in Theologie in Marburg.
1886 erfolgte seine Ordination in Le Vigan im Département Gard in Frankreich.

### Werdegang
In der Zeit von 1886 bis 1921 war Antoine Jean Baumgartner Lehrer für Altes Testament an der Schule der Evangelischen Gesellschaft und in dieser Zeit 1907 Dekan der Theologischen Fakultät.
Im Unterschied zu seinen Vorgängern an der Schule, war er offen für eine kritische Auseinandersetzung mit der Bibel und gegen eine Übernahme von Louis Gaussens Lehre der Theopneustie, dass die Bibel als vollkommene göttliche Eingebung darstellte.

### Theologisches und schriftstellerisches Wirken
Antoine Jean Baumgartner war Orientalist und Hebraist und wirkte am Dictionnaire encyclopédique de la Bible von Alexandre Westphal (1861–1951) mit.

### Ehrungen und Auszeichnungen
- Die Theologische Fakultät der Universität Genf ernannte Antoine Jean Baumgartner 1937 zum Dr. h. c.

## Schriften (Auswahl)
- Le prophète Habakuk: introduction critique et exégèse, avec examen spécial des commentaires rabbiniqués du Talmud et de la tradition. Leipzig: W. Drugulin, 1885.
- Notes historiques et littéraires sur la poésie gnomique juive depuis la cloture du canon hébreu jusqu'au XVIe siècle. Genève: Imperimerie Inles-G.me Fick, 1886.
- Les études isagogiques chez les Juifs. Genève: Carey 1886.
- Introduction à l'étude de la langue hébraïque: aperçu historique et philologique. Paris: Librairie Fischbacher, 1887.
- Le prophète Joël: introduction critique, traduction et commentaire avec un index bibliographique. Paris: Fischbacher 1888.
- Calvin hébraïsant et interprète de l'ancien Testament. Paris, 1889.
- De l'Enseignement de l'hébreu chez les protestants à partir de l'époque de la Réformation, notice historique. Genève: E. Beroud, 1889.
- Étude critique sur l'état du texte du Livre des Proverbes d'après les principales traductions anciennes / thèse présentée à la Faculté de philosophie de l'Université de Leipzig pour le doctorat. Leipzig: W. Drugulin, 1890.
- Traditionalisme et critique biblique. 1905.
- La Faculté de théologie évangélique de Genève: que voulaient ses fondateurs? Genève: Impr. A. Kündig, 1911.